# Christian Lavernier
Christian Lavernier (Imperia, Italia, 27 de julio de 1979) es un guitarrista y compositor italiano.

## Biografía
Christian Lavernier nació en Imperia, en 1979. Comenzó a tocar la guitarra con Mario Senise. Se graduó en el Conservatorio Giuseppe Verdi en Milán, con el Maestro Paolo Chierici. Asistió a clases magistrales impartidas por algunos de los maestros más representativos de la escena de la guitarra internacional, como Alirio Díaz, Conrad Ragosnig y David Russell. Estudió el repertorio contemporáneo, con Angelo Gilardino y Leo Brouwer.
En 2010 comenzó a trabajar en su primera composición y en 2016 fue editada por SInfonica Edition.
Tienes colaboraciones con algunos los compositores más importantes del mundo, Azio Corghi y Alberto Colla. Desde 2013 trabaja con artistas de diferentes géneros: Tommy Emmanuel, Sarah Jane Morri s, Peter Finger.
En 2014, para el concierto de apertura en el Festival Internacional de Guitarra de Angostura, realizó el Concierto de Aranjuez con el C.D. Orquesta de bolivar.
Ha registrado conciertos en televisión, radio y televisión en Italia, España, Inghilterra, Argentina, Francia, Venezuela, Rusia, Giappone, Stati Uniti, México.
Desde 2016 vive en París.

## Proyectos
En Italia, trabaja junto con el actor Ugo Dighero, en "Platero y Yo" de Juan Ramon Jiménez y música de Mario Castelnuovo-Tedesco. 
En 2016, el maestro luthier Carlos González Marcos hizo para él una nueva guitarra: La Soñada (una guitarra-tiorba de 11 cuerdas).
En 2018, comienza el nuevo proyecto Contemprary Future basado en “La Soñada”. El proyecto involucró a algunos grandes compositores italianos e internacionales (Azio Corghi, Angelo Gilardino, Andrea Talmelli, Flores Chaviano, Francesco Iannitti ...) que han creado varias piezas originales para este proyecto.
En el mismo año, Christian Lavernier conoce a Nicola Campogrande y comienza a trabajar con él en una nueva publicación de "12 Preludi a getto d'inchiostro" para "La Soñada" y editado por el mayor Universal Music - Ricordi con revisión y La digitación de Christian Lavernier.
The Universal Music - Ricordi edita también la nueva composición Redobles y Consonancias dedicada a Christian Lavernier y "La Soñada" de M ° Azio Corghi. La revisión y la digitación se han confiado al mismo Lavernier.

## Publicaciones
- Nicola Campogrande 12 Preludi a getto di inchiostro (Universal Music - Ricordi)
- Azio Corghi Redobles y Consonancias (Universal Music - Ricordi)
- Tres Almas (Sinfonica Edition)